# Richterago polyphylla
Richterago polyphylla là một loài thực vật có hoa trong họ Cúc. Loài này được (Baker ex Baker) Ferreyra miêu tả khoa học đầu tiên năm 1944.